# Houselník

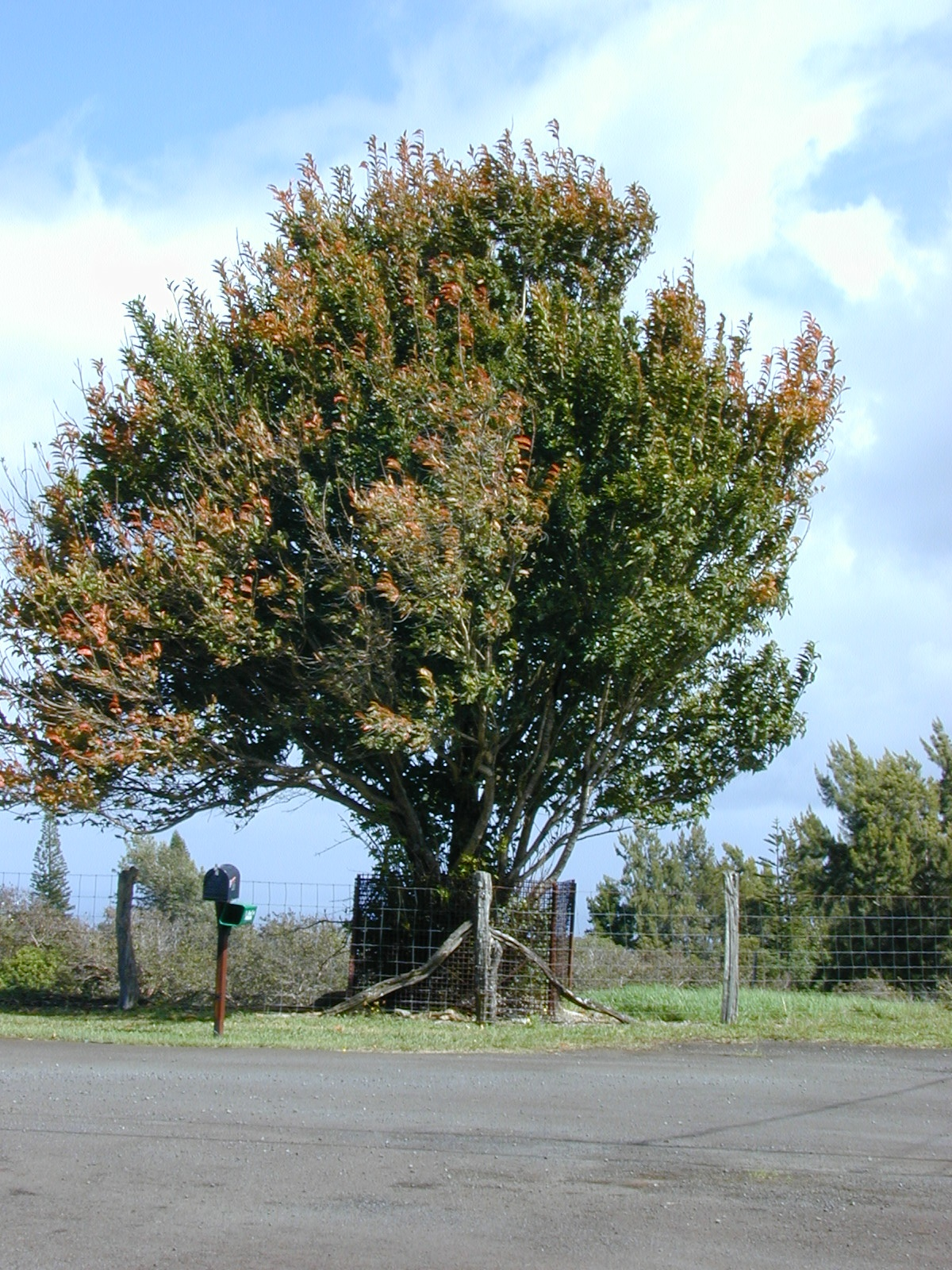
Citharexylum spinosum

Houselník (Citharexylum) je rod rostlin z čeledi sporýšovité. Jsou to keře a stromy s jednoduchými, většinou vstřícnými listy a bílými nebo žlutými květy v klasovitých, často převislých květenstvích. Plodem je peckovice. Rod zahrnuje asi 130 druhů a je rozšířen v Americe od jihu USA po Argentinu.
Některé druhy mají význam v medicíně nebo jsou v tropech a subtropech vysazovány jako okrasné dřeviny. Tvrdé dřevo Citharexylum spinosum je tradičně používáno k výrobě hudebních nástrojů.

## Popis
Houselníky jsou nearomatické stromy a keře s převážně čtyřhrannými větévkami. Některé druhy mají úžlabní trny, jiné jsou beztrnné. Listy jsou opadavé, jednoduché, téměř či zcela vstřícné nebo výjimečně střídavé či přeslenité, celokrajné nebo na okraji zubaté. Květy jsou drobné, přisedlé nebo krátce stopkaté, uspořádané ve vrcholových či úžlabních, vzpřímených nebo převislých klasovitých květenstvích. Kalich je zvonkovitý, na vrcholu uťatý nebo pětilaločnatý, za plodu vytrvalý. Koruna je bílá nebo žlutá, talířovitá, lehce dvoustranně souměrná, s laločnatým lemem a přímou korunní trubkou. Tyčinky jsou 4 nebo řidčeji 5, zpravidla přirostlé nad polovinou korunní trubky.
Semeník je srostlý ze 2 plodolistů a zpravidla obsahuje 4 nedokonale oddělené komůrky se 4 vajíčky. Čnělka nese slabě dvojlaločnou nebo hlavatou bliznu. Plodem je peckovice s dužnatým mezokarpem, obsahující zpravidla 2 pecičky. Plody jsou podepřené vytrvalým číškovitým kalichem.

Citharexylum caudatum s květenstvím
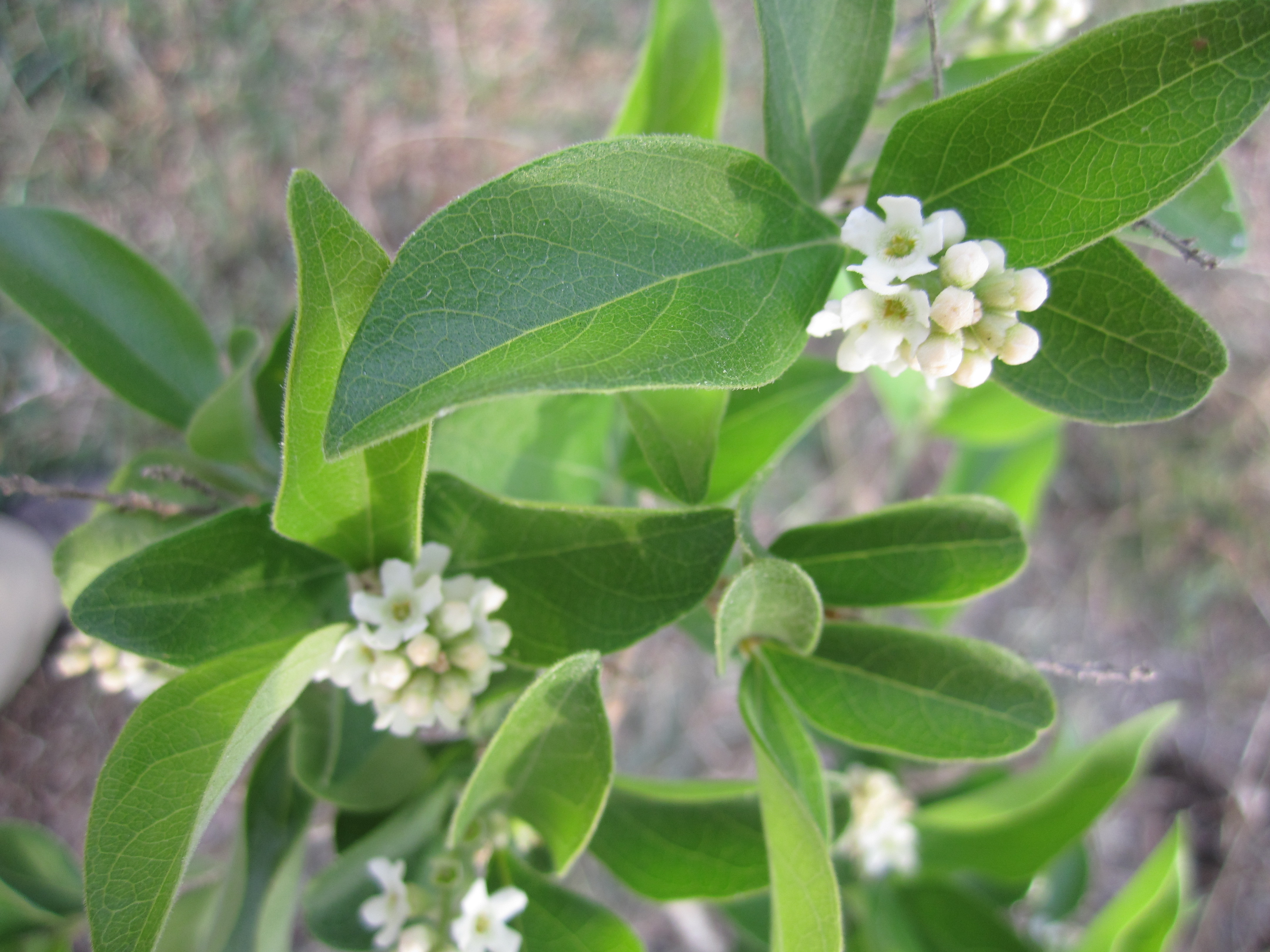
Citharexylum berlandieri
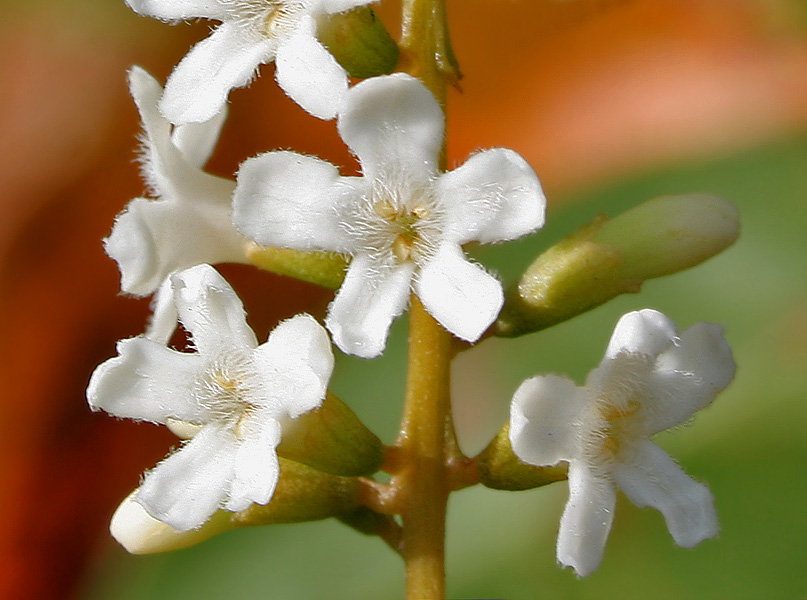
Detail květů Citharexylum spinosum
Citharexylum caudatum s plodenstvím

## Rozšíření
Rod houselník zahrnuje asi 130 druhů. Je přirozeně rozšířen v Americe od jihu USA po Argentinu a Uruguay a na Karibských ostrovech.
V USA se vyskytují celkem 3 druhy. Druhy Citharexylum brachyanthum a Citharexylum berlandieri rostou v Texasu (a Mexiku), Citharexylum spinosum zasahuje na jižní Floridu.
Druh Citharexylum punctatum roste ve vysokých polohách jihoamerických And jako součást polylepisového lesa.
V nížinných tropických deštných lesích rostou houselníky zejména v sekundární vegetaci. Tyto druhy mívají stromovitý vzrůst, velké listy a převislá květenství. Naproti tomu druhy, které rostou ve vyšších horských polohách And, mají keřovitý až nízce stromovitý vzrůst, kožovité listy (často s ostrými zuby při vrcholu) a málo četná, nepřevislá květenství, někdy redukovaná na jediný květ.

## Ekologické interakce

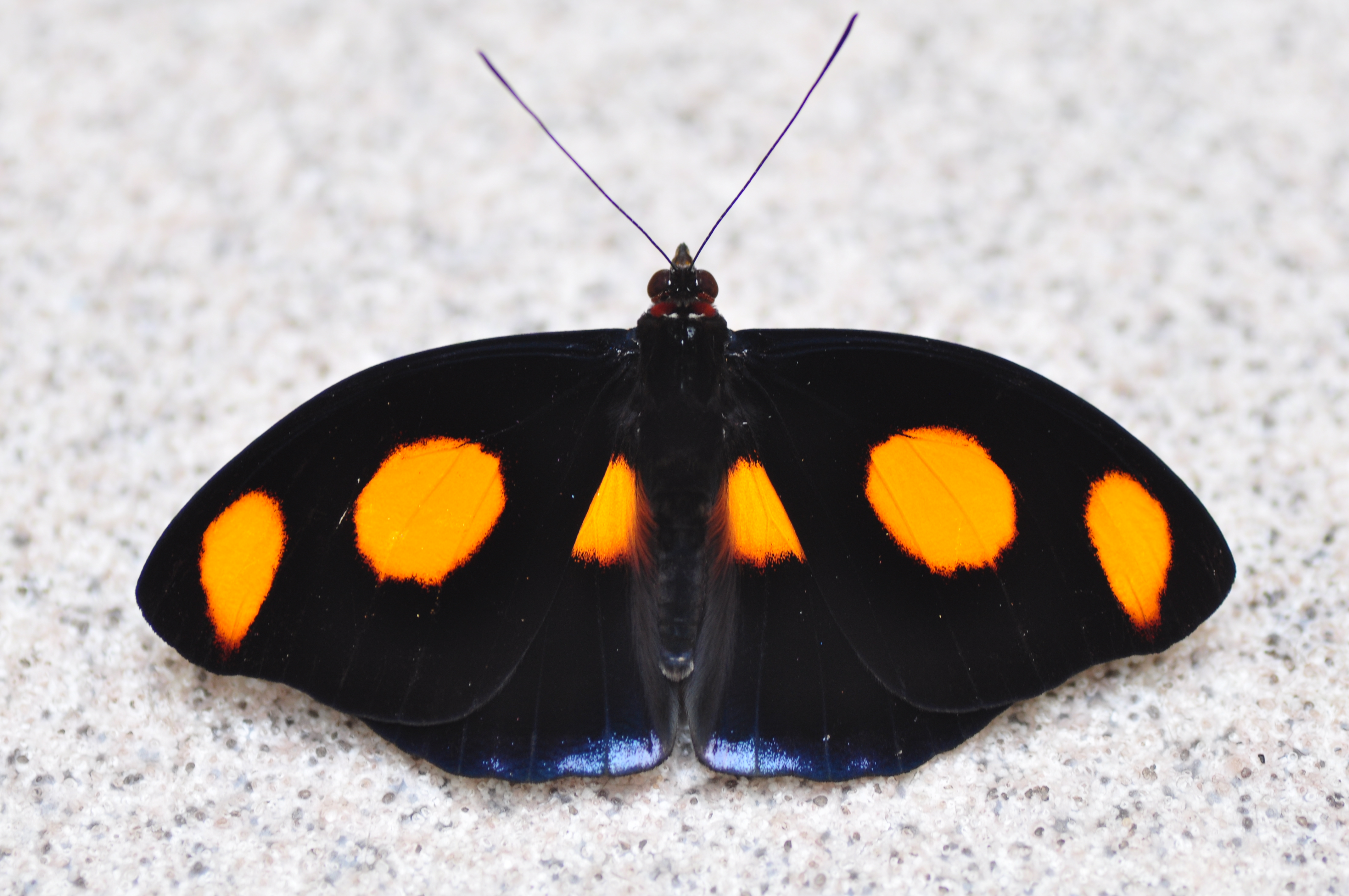
Babočkovitý motýl Catonephele numilia

Květy houselníků jsou opylovány motýly (zejm. lišaji) a jiným hmyzem, kolibříky nebo i netopýry.
Některé druhy (např. Citharexylum myrianthum) jsou funkčně dvoudomé, ačkoliv mají v květech plnohodnotně vyvinutá obě pohlaví.
Houselníky jsou živnými rostlinami babočkovitého motýla Catonephele numilia a některých druhů můr z čeledí vzpřímenkovití a zavíječovití. V Asii se na nich živí i housenky lišajů Psilogramma jordana a Acherontia styx.

## Taxonomie
Rod Citharexylum je v rámci čeledi Verbenaceae řazen do tribu Citharexyleae. Nejblíže příbuzné rody jsou Baillonia a Rehdera, řazené do stejného tribu a rozšířené rovněž v tropické Americe.

## Význam

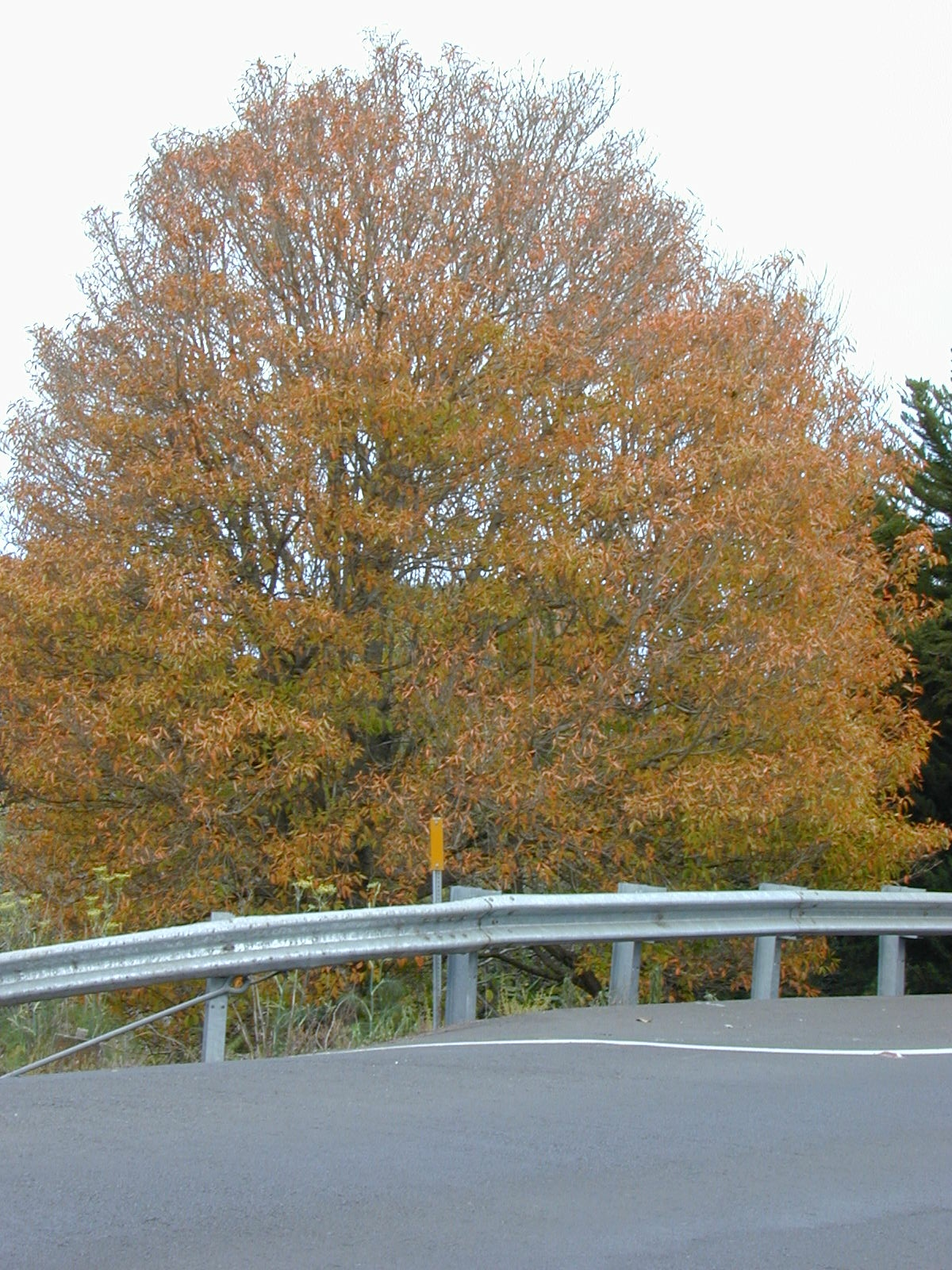
Podzimní zbarvení Citharexylum spinosum

Druh Citharexylum spinosum je v tropických a subtropických zemích pěstován jako okrasná dřevina. Daří se mu zejména v blízkosti mořských pobřeží. Je to opadavý strom, který se v podzimních měsících barví do oranžových odstínů a poté opadává. Poskytuje tak v tropech iluzi podzimu. Pěstují se i jiné druhy.
Dřevo Citharexylum spinosum je tradičně používáno k výrobě hudebních nástrojů, včetně houslí a kytar.
Jádrové dřevo je světle hnědé až červené, velmi tvrdé, pevné a těžké, s jemnou strukturou. Slouží také k výrobě dveří a oken. Je odolné vůči termitům a hnilobě. Vyrábí se z něj kvalitní dřevěné uhlí.
Některé druhy mají význam v domorodé medicíně. Listy Citharexylum caudatum slouží jako antidotum při hadím uštknutí a k zastavení krvácení. Citharexylum flexuosum má antimalarické účinky,
Citharexylum quadrangulare působí proti schistosomóze. Odvar z listů Citharexylum spinosum se používá proti střevním parazitům, odvar z kůry při nachlazení. Plody tohoto druhu jsou jedlé, lidé je však konzumují jen zřídka.